# Fókida
Fókida (novořecky: Φωκίδα, [foˈkiða]IPA, starořecky/v katharevúse: Φωκίς, [foˈkis]IPA) je moderní řecká regionální jednotka, nacházející se v kraji Středním Řecku na většině území starověké Ozolské Lokridy, na východě starověké Aitólie, na západě starověké Fókidy a na jihu starověké Doridy. Sousedí na západě s Aitólií-Akarnánií, na severu s Fthiotidou a na východě s Bojótií. Má rozlohu 2120 km². V roce 2011 ve Fókidě žilo 40 343 obyvatel. Hlavním městem je Amfissa (nacházející se však mimo území starověké Fókidy, protože patřila ke starověké Ozolské Lokridě), nejznámější pak Delfy s věštírnou a muzeem.

## Správní členění
Regionální jednotka Fókida se od 1. ledna 2011 člení na 2 obce:

Obce v regionální jednotce Fókidě

| číslo na mapce | Obec   | řecky         | rozloha (km²) | počet obyvatel | hustota zalidnění | sídlo obce |
| -------------- | ------ | ------------- | ------------- | -------------- | ----------------- | ---------- |
| 1              | Delfy  | Δήμος Δελφών  | 1 122,93      | 26 716         | 23,79             | Amfissa    |
| 2              | Dorida | Δήμος Δωρίδος | 1 006,95      | 13 627         | 13,53             | Lidoriki   |

## Obyvatelstvo
V regionální jednotce žije 40 343 obyvatel a hustotou zalidnění 23 obyvatel na km² patří k nejméně a nejřidčeji osídleným v Řecku. V sezóně sem však míří velké množství turistů, zejména do Delf. Jelikož není bohatá na přírodní zdroje ani vhodně umístěná z hlediska obchodních tras, věnuje se obyvatelstvo převážně pastevectví. Na jejím území nevznikla žádná větší města a významnější osídlení se nachází jen na strategicky významnějších místech. Více než 1000 obyvatel má jen šest sídel Amfissa (6919), Itea (4362), Galaxidi (2011), Desphina (1824), Kirra (1385), Polydrosos (1125).

## Geografie
Rozkládá se od západního úbočí Parnasu (2459 m) na východě k pohoří Vardousia na západě a Korintskému zálivu na jihu, přičemž hory tvoří převážnou část jejího území. Údolími protékají drobné, často vysychající říčky. Na západě se nachází jezero Lidoriki. Zalesněno je 560 km² včetně národního parku Parnassos, z čehož je 36 km² rovinatých a zbytek je hornatý. Kraj je odlehlý a bez železnice.